# Sonic the Hedgehog: Triple Trouble
 (octobre 2019).
Si vous disposez d'ouvrages ou d'articles de référence ou si vous connaissez des sites web de qualité traitant du thème abordé ici, merci de compléter l'article en donnant les références utiles à sa vérifiabilité et en les liant à la section « Notes et références ».
Sonic the Hedgehog: Triple Trouble est un jeu vidéo de plate-forme de la franchise Sonic the Hedgehog sorti en 1994 sur Game Gear. Le jeu a été développé par Aspect puis édité par Sega. Connu sous le nom de Sonic & Tails 2 au Japon, il est considéré comme la suite de Sonic the Hedgehog Chaos (Sonic & Tails au Japon). Il est également considéré comme un des meilleurs jeux de la console Game Gear.
Sonic Triple Trouble est à nouveau paru en 2005 dans la compilation Sonic Gems Collection pour GameCube et PlayStation 2, et était présent dans Sonic Adventure DX sur GameCube et PC en tant que bonus caché.
Sega et Nintendo ont ressorti le jeu, disponible en téléchargement sur Nintendo eShop, sur Nintendo 3DS, depuis le 29 mars 2012 (en même temps que Shinobi et Dragon Crystal, d'autres jeux de Game Gear téléchargeables sur eShop).

## Histoire
Dr Robotnik a réussi à obtenir les six Emeraudes du Chaos mais, malheureusement pour lui, un accident lors de la phase de test de sa nouvelle arme ultime a de nouveau éparpillé les joyaux sur toute la planète. Knuckles s'est encore une fois fait avoir par Eggman. L'échidné croit maintenant que Sonic et Tails veulent voler les Emeraudes : il doit donc les en empêcher. Le troisième problème est Fang the Sniper, qui veut lui aussi obtenir les Emeraudes, mais pour les revendre à prix d'or...

## Système de jeu
Rien de bien nouveau dans le gameplay général. Il existe des objets spéciaux pour chacun des deux personnages : le Snowboard, les Rocket Shoes, les Propellor Shoes pour Sonic et les Sea Fox et Hyper Flight pour Tails. Comme dans Sonic & Tails, chacune des six zones sont composées de trois actes.

## Niveaux
1. Zone super turquoise (Great Turquoise Zone)
Cette zone se déroule sur une plage tropicale, avec de nombreux palmiers et une mer d'azur en arrière-plan. C'est un niveau très facile, qui permet au joueur de se familiariser avec les contrôles de Sonic et Tails. Les anneaux y sont très nombreux; quelques plans d'eau parsèment la zone, mais ils sont peu profonds et sans grand danger. Le boss du niveau est une tortue géante dont le point vulnérable est le ventre.
2. Zone du parc au crépuscule(Sunset Park Zone)
Cette zone ressemble à un parc d'attractions "robotisé", sur fond de soleil couchant. La difficulté y est accrue, avec de nombreux ennemis et des gouffres mortels. Dans ce niveau se trouvent des ennemis roulants qui, s'ils sont tués, abandonnent un wagonnet dont le joueur peut se servir pour se déplacer. Le troisième Acte se déroule sur un train en marche, et c'est la locomotive -armée d'un canon- qui fait office de boss.
3. Zone de la Méta-jungle (Meta Junglira Zone)
Une jungle luxuriante où le joueur doit se frayer un chemin dans d'immenses arbres. On y trouve également des sables mouvants, des "tonneaux" qui propulsent le joueur haut dans les airs, ainsi que d'étranges sphères qui font rebondir comme une bille de flipper les personnages. Le boss de cette zone est une chenille robotique géante qui explosera lors de sa destruction.
4. Zone de l'hiver Robotnik (Robotnik Winter Zone)
Une zone se déroulant dans un paysage de neige et de glace -ce qui est assez rare dans les jeux Sonic des consoles ancienne génération. Dans ce niveau, Sonic, et lui seul, peut utiliser un surf des neiges lui permettant de se déplacer à toute allure sur les pentes enneigées. Cette zone se caractérise également par de très nombreux gouffres; mais dans certains se trouvent des courants d'air puissants permettant aux personnages d'éviter une issue fatale. Le boss de cette zone est un pingouin-robot géant.
5. Zone de l'usine marémotrice (Tidal Plant Zone)
Un niveau presque entièrement aquatique, dans lequel le joueur doit faire attention à ne pas se noyer dans les profondeurs en récupérant des bulles d'air. Ce niveau est plus facile en jouant avec Tails, car celui-ci dispose d'un sous-marin, le Sea Fox, armé de grenades et disposant d'une réserve d'air illimitée; toutefois, ce sous-marin disparaît si le joueur se fait toucher. C'est Knuckles, dans un engin sous-marin armé de bombes, qui fait office de boss.
6. Zone du croiseur atomique (Atomic Destroyer Zone)
Une zone sombre et remplie de machines, labyrinthique, où se trouvent de nombreux tubes qui propulsent le joueur dans tous les sens. Cette zone est remplie de pièges, notamment des interrupteurs au sol faisant apparaître des ennemis lorsque le joueur passe dessus. Dans le troisième Acte, il faudra affronter Metal Sonic, puis Robotnik lui-même dans une machine-armure de son invention, qui prendra pas moins de quatre formes différentes.

## Graphismes
À la différence de Sonic the Hedgehog Chaos où les animations étaient peu travaillées, les mouvements de Tails sont désormais aussi fluides que dans les versions Mega Drive. L'étonnante qualité des graphismes, la richesse des niveaux et la présence du personnage Knuckles font que le titre apparait comme l'équivalent 8 bit de Sonic the Hedgehog 3 sorti sur Mega Drive.

## À noter
Un magazine de jeux vidéo publié avant la sortie du jeu nous présentait Fang tirant une balle sur Sonic. Pourtant dans la version finale, bien qu'il possède effectivement une arme à feu, il ne s'en sert jamais.
Le titre de ce jeu est également le nom d’une chanson du mod "Vs. Sonic.EXE" pour Friday Night Funkin', dans cette chanson, Boyfriend, le personnage principal du jeu affronte des parodies d’horreur de Tails, Sonic, Knuckles et Eggman.